# Lijst van voetbalinterlands Gabon - Rwanda
Deze lijst van voetbalinterlands is een overzicht van alle officiële voetbalwedstrijden tussen de nationale teams van Gabon en Rwanda. De landen speelden tot op heden zeven keer tegen elkaar. De eerste ontmoeting, een vriendschappelijke wedstrijd, werd gespeeld op 10 juli 1976 in Libreville. Het laatste duel, een groepswedstrijd tijdens het African Championship of Nations 2016, vond plaats in Kigali op 20 januari 2016.

## Wedstrijden
| № | Plaats     | Datum             | Competitie                           | Wedstrijd      | Uitslag |
| - | ---------- | ----------------- | ------------------------------------ | -------------- | ------- |
| 1 | Libreville | 10 juli 1976      | Vriendschappelijk                    | Gabon – Rwanda | 3 – 0   |
| 2 | Kigali     | 19 juni 2004      | WK 2006 kwalificatie                 | Rwanda – Gabon | 3 – 1   |
| 3 | Libreville | 18 juni 2005      | WK 2006 kwalificatie                 | Gabon – Rwanda | 3 – 0   |
| 4 | Kigali     | 12 juli 2014      | Vriendschappelijk                    | Rwanda − Gabon | 1 − 0   |
| 5 | Libreville | 27 juli 2014      | Vriendschappelijk                    | Gabon − Rwanda | 0 − 1   |
| 6 | Kigali     | 12 september 2015 | Vriendschappelijk                    | Rwanda − Gabon | 0 − 1   |
| 7 | Kigali     | 20 januari 2016   | African Championship of Nations 2016 | Rwanda − Gabon | 2 − 1   |

## Samenvatting
| Competitie                      | Totaal gespeeld | Winst Gabon | Gelijk | Winst Rwanda | Doelsaldo Gabon – Rwanda |
| ------------------------------- | --------------- | ----------- | ------ | ------------ | ------------------------ |
| WK-kwalificatie                 | 2               | 1           | 0      | 1            | 4 − 3                    |
| African Championship of Nations | 1               | 0           | 0      | 1            | 1 − 2                    |
| Vriendschappelijk               | 4               | 2           | 0      | 2            | 4 − 2                    |
| Totaal                          | 7               | 3           | 0      | 4            | 9 − 7                    |

FGF · A-internationals · Selecties · Bondscoaches · Olympisch elftal · Gabonees vrouwenelftal
1960 – 1969 ·
1970 – 1979 ·
1980 – 1989 ·
1990 – 1999 ·
2000 – 2009 ·
2010 – 2019 ·
2020 − 2029
1960 · 
1961 · 
1962 · 
1963 · 
1964 ·
1965 · 
1966 · 
1967 · 
1968 ·
1969 · 
1970 · 
1971 · 
1972 · 
1973 ·
1974 ·
1975 ·
1976 · 
1977 · 
1978 · 
1979 · 
1980 · 
1981 · 
1982 · 
1983 · 
1984 · 
1985 · 
1986 · 
1987 · 
1988 · 
1989 · 
1990 · 
1991 · 
1992 · 
1993 · 
1994 · 
1995 · 
1996 · 
1997 · 
1998 · 
1999 · 
2000 · 
2001 · 
2002 · 
2003 · 
2004 · 
2005 · 
2006 · 
2007 · 
2008 · 
2009 · 
2010 · 
2011 · 
2012 · 
2013 · 
2014 ·
2015 ·
2016 ·
2017 ·
2018 ·
2019 ·
2020 ·
2021 ·
2022 ·
2023
Algerije ·
Andorra ·
Angola ·
België ·
Benin ·
Botswana ·
Brazilië ·
Burkina Faso ·
Burundi ·
Centraal-Afrikaanse Republiek ·
Comoren ·
Congo-Brazzaville ·
Congo-Kinshasa ·
Egypte ·
Equatoriaal-Guinea ·
Gambia ·
Ghana ·
Guinee ·
Guinee-Bissau ·
Ivoorkust ·
Kaapverdië ·
Kameroen ·
Kenia ·
Lesotho ·
Libanon ·
Liberia ·
Libië ·
Madagaskar ·
Malawi ·
Mali ·
Malta ·
Marokko ·
Mauritanië ·
Mauritius ·
Mozambique ·
Namibië ·
Niger ·
Nigeria ·
Oeganda ·
Oman ·
Portugal ·
Rwanda ·
Sao Tomé en Principe ·
Saoedi-Arabië ·
Senegal ·
Seychellen ·
Sierra Leone ·
Soedan ·
Swaziland ·
Tanzania ·
Thailand ·
Togo ·
Tsjaad ·
Tunesië ·
Verenigde Arabische Emiraten ·
Wit-Rusland ·
Zambia ·
Zimbabwe ·
Zuid-Afrika ·
Zuid-Soedan
FERWAFA · Rwandees vrouwenelftal
1976 – 1989 · 
1990 – 1999 · 
2000 – 2009 · 
2010 – 2019 ·
2020 − 2029
Algerije ·
Angola ·
Benin ·
Botswana ·
Burundi ·
Centraal-Afrikaanse Republiek ·
Congo-Brazzaville ·
Congo-Kinshasa ·
Djibouti ·
Egypte ·
Equatoriaal-Guinea ·
Eritrea ·
Ethiopië ·
Gabon ·
Ghana ·
Guinee ·
Ivoorkust ·
Kaapverdië ·
Kameroen ·
Kenia ·
Lesotho ·
Liberia ·
Libië ·
Madagaskar ·
Malawi ·
Mali ·
Marokko ·
Mauritanië ·
Mauritius ·
Mozambique ·
Namibië ·
Nigeria ·
Oeganda ·
Senegal ·
Seychellen ·
Soedan ·
Somalië ·
Tanzania ·
Togo ·
Tunesië ·
Zambia ·
Zimbabwe ·
Zuid-Afrika ·
Zuid-Soedan